# Енбаева, Маржан
Маржан Енбаева (1924, с. Есбол, Индерская волость, Гурьевский уезд, Уральская губерния, Киргизская АССР, РСФСР, СССР — 8 июня 2015, с. Елтай, Индерский район, Атырауская область, Казахстан) — старшая табунщица колхоза имени Степана Разина Испульского района Гурьевской области Казахской ССР. Герой Социалистического Труда (1948).

## Биография
Родилась в 1924 году в селе Есбол (ныне — Индерский район Атырауской области Казахстана), в семье колхозного коневода.
В годы Великой Отечественной войны юная Маржан вместе со своими сверстниками самоотверженно, наравне со взрослыми трудилась в тылу, приближая Победу. В 1942 году, когда её старший брат ушёл на фронт, 18-летняя Маржан взялась пасти его табун лошадей. Она начинает работать сперва помощником коневода, а затем в 1944 году стала старшей табунщицей колхоза имени Степана Разина.
Под её присмотром было около 300 лошадей. Раз в десять дней приезжали заготовители скота, отбирали лошадей, а затем через Атырау в товарных вагонах отправляли их на фронт. Вместо них привозили новых тощих коней, которых необходимо было доводить до нужных кондиций. За военные и первые послевоенные годы она получила в итоге 237 жеребят, не допустив при этом падежа скота.
Указом Президиума Верховного Совета СССР от 23 июля 1948 года за получение высокой продуктивности животноводства в 1947 году при выполнении колхозом обязательных поставок сельскохозяйственных продуктов и плана развития животноводства Енбаевой Маржан присвоено звание Героя Социалистического Труда с вручением ордена Ленина и золотой медали «Серп и Молот».
В 1949 году избрана делегатом XI съезда ВЛКСМ в Москве. С 1960 по 1963 год заведовала животноводческой фермой. Затем, вплоть до выхода на заслуженный отдых в 1986 году, она с честью и достоинством продолжала работать в этой отрасли.
Жила в селе Елтай Индерского района Атырауской области Казахстана. Умерла 8 июня 2015 года.
Почётный гражданин Атырауской области и Индерского района.

## Награды
Награждена орденом Ленина (23.07.1948).

## Память
Именем Маржан Енбаевой названа улица в селе Елтай Индерского района, на которой она жила.
Ей посвящена песня «Маржан қыз», написанная в 1950-х годах композитором Абилахатом Еспаевым на стихи поэта Садыкбека Адамбекова.